# Cis uapouae
Cis uapouae is een keversoort uit de familie houtzwamkevers (Ciidae). De wetenschappelijke naam van de soort werd in 1938 gepubliceerd door Elwood Curtin Zimmerman.